# نیاز سرمایی
نیاز سرمایی یک درخت میوه حداقل دورهٔ هوای سردی می‌باشد که برای شکوفه‌دهی یک درخت میوه در فصل سرما موردنیاز می‌باشد. از نیاز سرمایی گاهی با نام ساعات سرما یاد می‌شود که می‌تواند از طریق راه‌های مختلفی محاسبه‌گردد.
بعضی از گیاهان پیازی برای گل‌دهی و برخی بذرها برای تولید بخش رویشی نیاز به سرما دارند.
از منظر زیست‌شناختی، نیاز سرمایی تضمینی برای اتفاق افتادن گل‌دهی و حفظ بقای گیاه می‌باشد.